# 피데우 호샤 두스 산투스
피데우 호샤 두스 산투스(포르투갈어: Fidel Rocha Dos Santos, 1993년 7월 6일 ~ )는 브라질 국적의 축구 선수로, 포지션은 공격수다. 2018년 현재 대한민국 2부 리그 K리그2의 안산 그리너스 FC에서 뛰고 있다. K리그 등록명은 피델이다.